# Сен-Бенуа (округ)
Округ Сен-Бенуа (фр. Arrondissement de Saint-Benoît) — округ у Франції, в департаменті Реюньйон. 2023 року округ об'єднував 6 муніципалітетів, населення становило 127 537 осіб.
Адміністративний центр (супрефектура) — Сен-Бенуа.

## Муніципалітети
Список муніципалітетів округу та їхні коди INSEE:
1. Бра-Панон (97402)
2. Ла-Плен-де-Пальміст (97406)
3. Салазі (97421)
4. Сен-Бенуа (97410)
5. Сент-Андре (97409)
6. Сент-Роз (97419)